# Leuckartiara foersteri
Leuckartiara foersteri är en nässeldjursart som beskrevs av Arai och Anita Brinckmann-Voss 1980. Leuckartiara foersteri ingår i släktet Leuckartiara och familjen Pandeidae. Inga underarter finns listade i Catalogue of Life.